# Lichenophanes varius
Lichenophanes varius is een keversoort uit de familie boorkevers (Bostrichidae). De wetenschappelijke naam van de soort is voor het eerst geldig gepubliceerd in 1801 door Illiger.